# Trinidad Escoriza Mateu
María Trinidad Escoriza Mateu, también conocida como Trinidad Escoriza-Mateu o por su seudónimo T E Mateu  (Almería, 1960), es arqueóloga y profesora titular de Prehistoria en el Departamento de Geografía, Historia y Humanidades de la Universidad de Almería.

## Trayectoria profesional
Licenciada en Geografía e Historia por la Universidad de Granada.

## Líneas de investigación
Su investigación científica se centra en dos grandes ejes: las representaciones figurativas femeninas en sociedades prehistóricas ágrafas y la arqueología feminista materialista. Dentro de estas líneas, ha escrito numerosos trabajos científicos en los que aborda la estructura teórica del materialismo histórico para el análisis de las sociedades pretéritas, entre las que se ha centrado en la división sexual del trabajo, la reivindicación de la importancia económica de las tareas mal llamadas “femeninas” y en definir una teoría de producción de la vida social para el análisis y comprensión de los grupos domésticos. Por otra parte, sus estudios sobre las mujeres trascienden diferentes espacios, tiempos y formas, como son el arte rupestre de las sociedades Neolíticas peninsulares, o las representaciones figurativas de las comunidades humanas prehistóricas del sureste (III-II milenio cal ANE). Ha aplicado los análisis derivados de la arqueología feminista en la sociedad talayótica del archipiélago balear o las sociedades andinas del valle del Nasca entre el 1400 cal ANE y el 400 cal NE. Finalmente, la violencia contra las mujeres y la desigualdad social en la Prehistoria también han sido dos de sus mayores preocupaciones científicas a las que ha dedicado diversos trabajos científicos.
Reflejo de sus intereses científicos es su militancia feminista, como muestran sus artículos y conferencias realizadas para luchar contra el patriarcado en la actualidad y evitar su naturalización mediante su yuxtaposición las sociedades antiguas; visibilizar y valorar el trabajo de las mujeres en la actualidad más allá del mantenimiento y cuidado que suponen, también como actividad económica; denunciar las ficciones femeninas construidas desde el presente; o reflexionando sobre la violencia y la desigualdad social en la actualidad. También muestra de todo ello cabe destacar el desempeño de su cargo como secretaria de la Mujer del sindicato CGT Andalucía.

## Proyectos de investigación
Actualmente figura como investigadora en el grupo de investigación Abdera (HUM145) y el grupo ACAIA (Arqueología de las Comunidades Aestatales Ibéricas y Andinas) (UAB-1747). 
Ha participado en numerosos proyectos de investigación entre los que podemos destacar:
- Proyecto Gatas: Sociedad y Economía en el Sudeste de España c. 25000-800 a.n.e.
- La gestión de la vida y la muerte en la Prehistoria reciente de Mallorca